# Moss Farm Road Stone Circle
De Moss Farm Road Stone Circle is een steencirkel uit het neolithicum met een grafheuvel uit de bronstijd of wellicht enkel een grafheuvel, gelegen nabij Blackwaterfoot op het Schotse eiland Arran.

## Beschrijving
De Moss Farm Road Stone Circle stamt uit 2000 v.Chr. en is 21,8 meter in diameter. Deze steencirkel is niet uitgebreid archeologisch onderzocht. Het is daardoor onbekend of dit een steencirkel is waarbij in een latere periode een cairn (grafheuvel) in het midden is gebouwd, of dat dit een kerbed cairn is, een grafheuvel met een prominente rij van stenen eromheen.
Van de cairn is niet meer veel over, doordat er een weg over de noordzijde van de cairn liep. Ook zijn veel stenen van de cairn hergebruikt.
De cairn bestaat in de 21e eeuw uit een lage heuvel die omsloten wordt door minstens twaalf granieten rotsen en zandstenen platen. Het is aannemelijk dat zich onder de heuvel een stenen grafkist bevindt (cist).
Een kilometer naar het westen liggen de Machrie Moor Stone Circles.

## Beheer
De Moss Farm Road Stone Circle wordt beheerd door Historic Environment Scotland.